# 별을 쫓는 아이
별을 쫓는 아이(일본어: 星を追う子ども)는 2011년 공개된 일본의 애니메이션 영화이다. 신카이 마코토가 감독을 맡았다. 2011년 5월 7일 개봉되었다.

## 등장 인물
- 카네모토 히사코 - 와타세 아스나 역, 어머니와 단둘이 산다.
- 이리노 미유 - 슌 역, 아가르타로부터 지상에 잠입한 소년.
- 이리노 미유 - 신 역, 슌의 동생.
- 이노우에 카즈히코 - 모리사키 역
- 타케우치 준코 - 미미 역, 고양이
- 오리카사 후미코 - 아스나의 어머니 역, 간호사
- 히다카 리나 - 마나 역, 아몰로트 마을의 소녀
- 시마모토 스미 - 리사 역, 모리사키의 아내